# Thomas Chippendale
Thomas Chippendale (Otley, Yorkshire, 5 de junho de 1718 — Londres, 13 de novembro de 1779) foi um marceneiro britânico.

## Biografia
Ele abriu sua oficina de móveis em 1749, na capital londrina, mas sua reputação deveu-se sobretudo a uma coleção de modelos para o mobiliário, "The Gentleman and cabinet-marker's Director", publicada em 1754 e reeditada várias vezes.
O guia tornou-se a cartilha do estilo Chippendale, combinando, com fantasia, fontes de inspiração inglesa (gótica, paladiana), francesa (rocaille), holandesa e chinesa.
Se os desenhos do livro eram pobres, o mobiliário fabricado por ele era perfeito em mão-de-obra e em desenho. Por causa de seu senso absoluto de linha e proporções, Thomas ganhou o apelido de "mestre da linha curva".